# Enkenbach (Speyerbach)
Der Enkenbach ist ein gut zweieinhalb Kilometer langer Bach im rheinland-pfälzischen Landkreis Bad Dürkheim, der von links und Nordwesten in den Speyerbach mündet.

## Name
Das Bestimmungswort leitet sich vom mittelhochdeutschen Wort enke für 'Viehknecht, Hütejunge' ab.

## Verlauf
Der Enkenbach entspringt im Pfälzerwald in einem Mischwald am Südosthang des Riesenberges (517,4 m ü. NHN) auf einer Höhe von 468 m ü. NHN. Er fließt zunächst etwa einen halben Kilometer am Westhang des Mückenberges (515,6 m ü. NHN) durch ein enges und waldreiches Tal in südlicher Richtung, wechselt dann nach Südsüdosten, umfließt gut einen Kilometer bachabwärts in einem leichten Bogen den Hofberg (397,6 m ü. NHN), unterquert noch die vom Elmsteiner Ortsteil Schwarzbach nach Elmstein führende Landesstraße 499 und mündet schließlich gut einen halben Kilometer ostnordöstlich des Elmsteiner Ortsteils Speyerbrunn auf einer Höhe von  284 m ü. NHN von links in den aus dem Südwesten kommenden Speyerbach.

## Natur
Das von ihm durchflossene Enkenbachtal bildet eine etwa 235 Hektar große Kernzone des Naturpark Pfälzerwald.